# انتونیو لوپز (بازیکن فوتبال، زاده ۱۹۵۷)
انتونیو لوپز (انگلیسی: Antonio López؛ زادهٔ ۲۸ مهٔ ۱۹۵۷) بازیکن فوتبال اهل اسپانیا است.
از باشگاه‌هایی که در آن بازی کرده‌است می‌توان به باشگاه فوتبال اتلتیکو مادرید، باشگاه فوتبال سویا، و باشگاه فوتبال رئال مورسیا اشاره کرد.